# Blok proti islámu

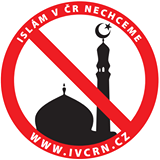
Logo der Bewegung

Der Blok proti islámu (Block gegen den Islam), abgekürzt BPI, ist eine islamfeindliche Bewegung in Tschechien. Sie firmiert nun unter dem Namen Initiative von Martin Konvička, nach ihrem Gründer, dem Biologen Martin Konvička.

## Ideologie
Der „Block gegen den Islam“ ist islamfeindlich und arbeitet laut Tagesspiegel eng mit der deutschen Pegida-Organisation zusammen. Radio Prag bezeichnet den Block als „rechtsextrem“.

## Entwicklung
Der Vorläufer von 2015, Islám v České republice nechceme (Den Islam wollen wir in der Tschechischen Republik nicht), wurde 2016 aufgelöst. Bei der Vorbereitung eines europaweiten fremdenfeindlichen „Aktionstags“ im Februar 2016 war der Block maßgeblich beteiligt.
Im April 2016 blockierten jeweils rund Hundert Anhänger des „Blocks gegen den Islam“ und der fremdenfeindlichen Pegida-Bewegung die deutsch-tschechischen Grenzübergänge bei Cínovec-Altenberg und Kraslice-Klingenthal. Pegida-Anführer Lutz Bachmann reiste zu der Blockade in Klingenthal. Auch in České Velenice (Gmünd) an der Grenze zu Österreich wurde protestiert. Die Anhänger der Bewegung richteten sich mit ihren Aktionen gegen die Vorschläge der EU-Kommission für eine europäische Flüchtlingspolitik.
Der „Block gegen den Islam“ geriet 2016 in Streit mit der rechten Partei „Morgenröte der Demokratie“ (Úsvit přímé demokracie). Konvička sollte Spitzenkandidat bei den Regionalwahlen in Tschechien im Herbst 2016 werden. Daraufhin kündigte der Anti-Islam-Block die Zusammenarbeit mit der Partei auf. Die Úsvit forderte bis zu 9,5 Millionen Kronen „Vertragsstrafe“ für die Aufkündigung.

## Parteigründung
Der Vizevorsitzende des Anti-Islam-Blocks, der Soziologe Petr Hampl, gründete im Juni 2016 die Partei Alternativa pro Česko (ApČ, Alternative für Tschechien). Sie will mit dem „Block gegen den Islam“ kooperieren. Als Vorbild für die ApČ gilt die deutsche Partei Alternative für Deutschland (AfD).
Der ehemalige tschechischen Staatspräsident Václav Klaus (ODS) sprach auf dem AfD-Bundesparteitag 2016 in Stuttgart. Er unterstützt die Idee, eine Partei nach AfD-Vorbild in Tschechien zu gründen.